# Mangrove Tower
El Mangrove Tower (o Torre del Manglar) fue un rascacielos multiuso que se planeó construir en San Juan (Puerto Rico). De haber llegado a ser edificado, hubiera sido el edificio más alto de todo el Caribe.

## Historia
El edificio habría estado ubicado en la costa del Caño Martín Peña, al cruzar la calle del Coliseo de Puerto Rico José Miguel Agrelot y justo al lado de la Milla de Oro. La propuesta se inspiró en los manglares localizados en el caño. El edificio habría estado compuesto por cuatro torres distintas que se entrelazarían entre sí, de manera similar a las ramas de un manglar, dando así ocasión a la gente de moverse tanto horizontal como diagonalmente. El entrelazamiento de las diferentes estructuras sería escondido detrás de unas fachadas con diferentes tratamientos, tales como una "red entrelazada" imitando un manglar. La inspiración del árbol de manglar se enfatizaría más aún mediante el uso de vegetación y fuentes de agua en toda la estructura. Habría "aloja[do] apartamentos, negocios, espacios públicos y...un hotel," y "acceso directo a las estaciones de autobús y tren [así como una] conexión futura a una parada de ferry."
Si se hubiese construido, el Mangrove Tower hubiera sido "el primer verdadero rascacielos" de Puerto Rico con una altura de 206,5 metros (677,5 pies), ya que hubiera excedido el umbral de 150 metros (492,1 pies) para ser considerado un rascacielos, dado que el edificio de gran altura más alto de Puerto Rico es el Caribbean Sea View el cual mide 102 metros (334,6 pies).
El lote ahora alberga el Trocadero Diverplex, en el cual hay espacios comerciales, de entretenimiento y turísticos.